# Mesrob d'Artaz
Mesrob d’Artaz ou Artazec‘i  (en arménien Մեսրոպ Արտազեցի) est Catholicos de l'Église apostolique arménienne de 1359 à 1372.

## Biographie
Mesrob ou Mesrop, prieur du monastère de Saint-Thaddée d’Artaz, devient Catholicos à la mort de Jacob II de Tarse. Peu après son élection, il envoie un message au pape Innocent VI pour reconnaître son autorité.
Mesrob d’Artaz réunit ensuite un concile à Sis qui ne réussit pas à trancher la querelle liée à la question du mélange de l’eau et du vin lors de la messe.
En 1362, après la mort du roi Constantin V d'Arménie, le trône de Petite-Arménie est vacant. Malgré les prétentions de la famille de Lusignan, c’est un cousin du défunt, le seigneur arménien de Neghir, qui devient le roi Constantin VI d'Arménie.
Alors que le pays est désormais réduit aux deux villes de Sis et d’Anazarbe, le Catholicos et la « Vieille reine d'Arménie », Marie de Korikos, la veuve du roi Constantin V d'Arménie, qui appartient par sa mère à la famille latine d’Anjou-Tarente, envoient Jean, l’évêque de Sis, comme messager au pape Grégoire XI pour implorer des secours. Le Catholicos Mesrob meurt pendant que son émissaire est en route.

## Source
- (en) Rev. Father Krikor Vardapet Maksoudian, Chosen of God — The Election of the Catholicos of all Armenians: From the Fourth Century to the Present, 1995, chapitre 9 : « The Election of Catholicoi during  the Cilician Kingdom », sur Robert Bedrosian (consulté le 27 janvier 2010).
- R.P. Donat Vernier (de la Compagnie de Jésus), Histoire du patriarcat arménien catholique, Delhomme et Briguet, éditeurs à Lyon & Paris, 1891, p. 256-257.